# Leptocereus
Leptocereus Britton & Rose è un genere di piante succulente della famiglia delle Cactacee, endemico dei Caraibi.

## Tassonomia
Il genere comprende le seguenti specie:
- Leptocereus arboreus Britton & Rose.
- Leptocereus assurgens (C.Wright ex Griseb.) Britton & Rose.
- Leptocereus carinatus Areces.
- Leptocereus demissus Areces.
- Leptocereus grantianus Britton.
- Leptocereus leonii Britton & Rose.
- Leptocereus nudiflorus (Engelm. ex C.Wright) D.Barrios & S.Arias.
- Leptocereus paniculatus (Lam.) D.R.Hunt.
- Leptocereus quadricostatus (Bello) Britton & Rose.
- Leptocereus scopulophilus Areces.
- Leptocereus sylvestris Britton & Rose.
- Leptocereus undulosus (DC.) D.Barrios & Majure.
- Leptocereus weingartianus (E.Hartmann) Britton & Rose.
- Leptocereus wrightii León.